# Bombardement de Kharkiv en mars 2022
Le bombardement de Kharkiv en mars 2022 est survenu le 24 mars 2022 lorsqu'une frappe à la roquette par les forces armées russes a tué 6 civils et en a blessé 15 autres lors de la bataille de Kharkiv, dans le cadre de l'invasion de l'Ukraine par la Russie. L'armée russe a utilisé des armes à sous-munitions 9N210/9N235 et un lance-roquettes multiple BM-27 Ouragan lors de l'attaque. En raison de la nature aveugle de ces armes utilisées dans des zones densément peuplées, Amnesty International a décrit ces frappes comme un possible crime de guerre russe.

## Attaque
Fin mars, l'armée russe tente d'encercler Kharkiv et recourt à des bombardements massifs,. Le 24 mars 2022, une frappe de missile russe a touché le parking d'un centre commercial près de la station de métro Akademika Pavlova. Au même moment, des centaines de personnes attendaient devant un bureau de poste dans le centre commercial pour obtenir de l'aide humanitaire. Après la frappe, les gens ont paniqué et se sont enfuis du lieu de la frappe. Six personnes ont été tuées et au moins 15 autres ont été blessées. Un policier local a rapporté que "des éclats d'obus tombaient comme de la pluie". Deux autres bombes à fragmentation ont endommagé l'église voisine de la Sainte-Trinité où des volontaires préparaient l'aide humanitaire. Des éclats d'obus sont tombés à travers le mur et le toit de l'église.

## Enquête
Amnesty International a trouvé des preuves que les forces russes utilisaient à plusieurs reprises des armes à sous-munitions 9N210/9N235 ainsi que des mines dispersables, qui sont toutes deux soumises à des interdictions selon des traités internationaux (Convention sur les armes à sous-munitions et traité d'Ottawa). Amnesty International a conclu que ces attaques aveugles, entraînant la mort de civils, sont des crimes de guerre.